# Ralph Kreibich
Ralph Kreibich (* 27. April 1975 in Salzburg, Österreich) ist ein ehemaliger österreichischer Ruderer. Er war Europameister im Rudern und mehrfacher österreichischer Meister.

## Karriere
Kreibich konnte in den Jahren 1992 und 1993 zunächst zweimal im Einer an den Weltmeisterschaften der Junioren teilnehmen, wo er einen achten und einen 14. Platz belegte. In den Folgejahren ruderte er im österreichischen U23-Doppelvierer beim Nations Cup, der damaligen inoffiziellen U23-Weltmeisterschaft im Rudern. 1996 startete er kurzfristig als Leichtgewicht im Einer, ohne allerdings eine Medaille zu gewinnen. Auf dem Ruderergometer konnte er mit einer Zeit von 6:06,1 min über 2000 m einen Leichtgewichts-Weltrekord auf der olympischen Distanz aufstellen.
Von 1999 bis 2001 bereitete sich Kreibich mit Teilnahmen am Ruder-Weltcup auf eine Karriere im offenen Einer vor, in dem er 2001 erstmals an den Weltmeisterschaften teilnahm und Platz 7 belegte. In den Folgejahren erreichte er mit Platz 6 im Finale der Ruder-WM 2002 in Sevilla und 2003 in Mailand seine besten Ergebnisse auf weltweiter Ebene. Für die Olympischen Sommerspiele 2004 gelang ihm dann aber die Qualifikation nicht: Bei einer österreichischen Ausscheidung im Rahmen des Ruder-Weltcups in München unterlag er Raphael Hartl im direkten Duell um etwa 5 Sekunden, Hartl ruderte in Athen schließlich auf Platz 17. 
Kreibich setzte seine Karriere danach fort, startete aber in den Folgejahren 2005 und 2006 lediglich beim Ruder-Weltcup, nicht aber bei den Weltmeisterschaften. Erst 2007 griff er wieder an und belegte Platz 14 bei der WM in München. Bei den kurz später ausgetragenen Europameisterschaften in Posen, die ersten seit 1973, gewann er schließlich den Wettbewerb im Männer-Einer und damit seinen ersten und einzigen internationalen Titel vor Mindaugas Griškonis aus Litauen und dem Bulgaren und späteren Aserbaidschaner Aleksandar Aleksandrov.
Für die Olympischen Sommerspiele in Peking im Folgejahr gelang Kreibich erneut nicht die Qualifikation. Bei der entscheidenden Qualifikationsregatta in Posen verpasste er das Finale, in dem er den dritten Platz hätte belegen müssen. Kreibich ruderte 2009 und 2010 erneut beim Ruder-Weltcup mehrfach ins C- und D-Finale, konnte aber keine vorderen Platzierungen mehr erreichen. Bei den Europameisterschaften 2009 erreichte er außerdem einen 9. Platz. Nach der Saison 2010 beendete Ralph Kreibich seine internationale Ruderkarriere.
Ralph Kreibich startete für den Ruderklub „Möve“ Salzburg. Bei einer Körperhöhe von 1,90 m betrug sein Wettkampfgewicht zuletzt 82 kg.

## Erfolge (Auswahl)
- 1996 Weltmeister im Indoor Rowing mit Weltrekord in der Leichtgewichtsklasse[2]
- 2002 Sechster im Einer bei den Ruder-Weltmeisterschaften in Sevilla[5]
- 2003 Sechster im Einer bei den Ruder-Weltmeisterschaften in Mailand
- 2007 Goldmedaille im Einer bei den Ruder-Europameisterschaften
- 2009 Sieger bei der Internationalen Regatta in Bled (Slowenien)[6]